# Манастир Велики Метеор
Манастир Велики Метеор или Преображењски манастир главни је и највећи манастир из групе манастира који припадају комплексу Метеори и налази се у близини града Каламбаке.

## Историја
Монах Атанасије је дошао са Свете Горе на Метеоре 1334. године. Побегао је са Атоса из Ивиронског скита, склањајући се од гусара и тражећи "савршену тишину". Нашао је место за миран молитвени живот, на високој стени. Имао је тада само једну жељу - да оснује манастир организован на исти начин као што су манастири на Атосу. Окупио је око себе више монаха из суседства и попео се на Платис Литос - огромну стену која се уздиже 613 метара изнад нивоа мора - где су почели подизање прве од зграда која је касније постала чувени манастир Велики Метеорон. Атанасије је поставио прва правила монашког живота на Метеорима.
За време владавине византијског цара Андроника Млађег (1328-1341), краљ Србије, Стефан Душан, окупирао је Тесалију и оближње провинције, а свог полубрата Симеона именовао деспотом Атолије. После смрти Стефана Душана, Симеон се прогласио краљем и царем и ујединио Тесалију и Епир. Симеон је био веома побожан човек и увелико је помагао манастире Метеора. Умро је 1371. године остављајући свог сина Јована Уроша Палеолога, тада ученика на Светој Гори, да га замени.
На повратку у Тесалију да преузме место, Јован је на Метеорима срео монаха Атанасија. Млади владар је био дубоко дирнут спокојством живота и личним квалитетима Атанасија. Његова приврженост Атанасију је била плод великог пријатељства и дубоког поштовања за задатак који је Атанасије извршавао са таквом мудрошћу и стрпљењем. Јован се одрекао престола и, бирајући тежак монашки пут, постао 1381. године брат, Преподобни Јоасаф. Калуђер Јоасаф са титулом "отац Метеора" (а не игумана), је умро 20. новембра 1422. године. На краљевском престолу је Јована заменио његов рођак Алексије Ангел Филантропиус.
Након година непомућене сарадње са Јоасафом, која је резултирала даљим развијањем манастира и његовим све већим утицајем, Атанасије је умро и био сахрањен у свом манастиру. Јоасаф га је наследио као игуман и довршио задатак који су он и Атанасије заједно започели. Завршио је цркву манастира знаног и као Метаморфозис, захваљујући богатим прилозима своје сестре Марије Ангелине Палеологине.
Врх стене на којој је манастир изграђен широк је око 6 хектара. Стена се некад звала Платис Литос (“широк камен”), али јој је Атанасије променио име у Метеорон (метеор или, у овом случају, ваздушни простор) зато што је била виша од свих осталих около. У прошлим временима се успињало висећим лествама или мрежом (званом вризони), у којој су посетиоци, пртљаг и залихе подизани горе ка манастиру уз помоћ чекрка. Испод манастира био је амбис дубок 373 метра. Међутим, од 1923. године кратак тунел са степеницама (195), издубљеним у стену су мало олакшали пењање.

## Архитектура и унутрашњост
Саборна црква манастира, црква Преображење, коју је прво изградио Атанасије, касније је поново подигнута из самог темеља. Главна црква је изграђена у атонском стилу, у облику крста са куполом и бочним капелама, испуњена предивним фрескама (1522) које је насликао непознати уметник. Без олтара је дуга 32 метра. Дванаестострана купола је ослоњена на четири стуба и уздиже се на висину од 24 метра. На северној страни нартекса је гроб двојице оснивача манастира, Атанасија и Јоасафа, поред кога је фреска са њиховим портретима и манастиром између.
Изузетно вредан уметнички рад је и позлаћени дрвени иконостас, подигнут 1791. године, украшен фигурама животиња и биљним мотивима.
Осим главне цркве, у оквиру манастирског комплекса налази се мала капела Јована Крститеља, као и капела Светог Константина и Јелене. Кухиња је једна од најстаријих зграда, у чијем центру се налази велико огњиште где су се припремали скромни оброци за монахе. Одмах до кухиње се налази трпезарија, а иза ње је манастирска болница, изграђена 1572. године.
Изнад подрума се налазе старе келије са ниским вратима и прозорчићима на њима. Чекрк на торњу још увек постоји, као и пекара која је некад производила на стотине векни хлеба сваког дана за заједницу и њене госте.
Први пустињаци су се попели на стену помоћу скеле направљене од греда учвршћених клиновима у пукотине. Трагови оваквих скела се и данас могу видети.